# برايان بلكينغتون
برايان بلكينغتون (بالإنجليزية: Brian Pilkington)‏ (12 فبراير 1933 في المملكة المتحدة - ) هو لاعب كرة قدم بريطاني في مركز جناح ‏. شارك مع منتخب إنجلترا لكرة القدم. أما مع النوادي، فقد لعب مع بولتون واندررز ونادي بوري ونادي بيرنلي ونادي تشورلي ونادي بارو وليلاند موتورز ‏.

## وصلات خارجية
- برايان بلكينغتون على موقع قاعدة بيانات كرة القدم.إي يو (الإنجليزية)
- برايان بلكينغتون على موقع ناشيونال فوتبول تيمز (الإنجليزية)